# Natuurreservaat Peruvia
Het Natuurreservaat Peruvia is in het noorden van Suriname aan de Coppename in het district Coronie aan de grens met Saramacca gelegen. Het is even bezuiden de Oost-West-verbinding bij het plaatsje Jenny. Het is in 1986 gesticht.
Het gebied is 330 km2 groot. Daarvan is 1,44 km2 voortdurend en 0,69 km2 afwisselend met water bedekt. Het gebied bevat elementen van twee ecoregio's NT1411: de mangrovekust en NT0169: het zwampbos.

## Flora
Peruvia ligt in het brakwater-gedeelte van de Jonge Kustvlakte en heeft een groot bestand aan posentri. Dit was een van de beweegredenen om het reservaat te stichten. Het is het laatste grote posentribestand van Suriname.
Het gebied vertoont gemengd mesofytisch droogland- en moerasbos (zwamp). Naast possentri is er veel mierenhout, watrabebe, panta, zwamppruim, zwampzuurzak en mauritiuspalm.
Hoge grassoorten die sommige moerassen domineren zijn langa-grasi en prasoro-grasi, samen met de baboen-boom.

## Fauna

Kaart van de Peruvia; de oost-west verbinding in rood en Natuurreservaat Hertenrits

Het gebied heeft tapirs en capibara's. Onder de vogels verdienen de blauwgele ara's genoemd te worden. De posentribossen zijn het leefgebied van deze ara's. 
Peruvia heeft een bijzonder rijke dierenwereld waaronder een aantal bedreigde soorten zijn:
| Klasse     | EN | VU | NT | LC  | DD | Totaal |
| ---------- | -- | -- | -- | --- | -- | ------ |
| Amfibieën  | 0  | 0  | 0  | 64  | 1  | 65     |
| Vogels     | 1  | 6  | 24 | 542 | 0  | 573    |
| Zoogdieren | 0  | 5  | 5  | 163 | 5  | 178    |

## Bedreigingen
Een voornaam gevaar voor Peruvia wordt gevormd door mogelijke zand- en schelpafgravingen van de ritsen. Naar het zuidwesten gaat het gebied over in de Coroniezwamp, een gebied dat geen bescherming geniet en waar naar olie geboord wordt.